# Тополанек, Мирек
Мирек Тополанек (чеш. Mirek Topolánek; род. 15 мая 1956[…], Всетин) — чешский государственный и политический деятель, премьер-министр Чехии с августа 2006 года по март 2009 года.

## Биография
Окончил Военную гимназию Яна Жижки в Опаве, а затем машиностроительный факультет Технического университета в Брно. По информации его учителей, опубликованной в журнале «Týden», во время учебы в средней школе он был активным членом коммунистической организации Социалистический союз молодёжи, сам же Тополанек эту информацию отрицает и заявляет, что был исключен из школы по политическим мотивам.
Работал конструктором, а затем независимым конструктором в ОКР, заводе автоматики и механизации Остравы. С 1987 по 1991 год работал ведущим специалистом-конструктором на заводе «Энергопроект Прага» в Остраве. В 1991 году он стал соучредителем и руководителем коммерческой компании «VAE, spol. s.r.o.» (в качестве исполнительного директора и генерального директора), которая занималась энергетическими проектами. В 1996 году компания была распущена без ликвидации и ее правопреемником стала торговая компания «VAE a.s.», в которой он занимал должность председателя совета директоров до 2003 года.

## Политическая деятельность
До Бархатной революции в ноябре 1989 года не принимал участия в политике и не был членом партии. В юности, находясь в бедном финансовом положении, ему поступало предложение вступить в КПЧ, но, как он утверждает в своей книге, его жена была против, и он решил не принимать. В 1989 году вступил в Гражданский форум. В 1994 году вступил в правоцентристскую  Гражданскую демократическую партию (ODS).

### Сенатор
На первых выборах в Сенат был избран сенатором от 70-го избирательного округа (Острава-город). Через два года был переизбран и стал председателем сенаторского клуба партии.
В 2002 году был избран заместителем председателя Сената Чехии. На партийном конгрессе в том же году был избран новым председателем партии, сменив на этом посту основателя партии Вацлава Клауса.

### Премьер-министр
В 2006 году был избран членом Палаты депутатов и в условиях, когда левые и правые партии получили в палате депутатов по 100 мест, сформировал однопартийное правительство своей партии и независимых министров, сменив на посту премьер-министра Иржи Пароубека. Его кабинету не удалось получить одобрение в Палате, и Тополанек возглавлял временное переходное правительство до января 2007 года, когда Тополанек смог получить одобрение новому правительству с участием Партии зелёных и Христианского и Демократического союза — Чешской народной партии.
24 марта 2009 года Нижняя палата чешского парламента вынесла вотум недоверия правительству премьер-министра Мирека Тополанека. М. Тополанек заявил, что покинет свой пост, выполняя решение депутатов. В соответствии с чешской конституцией 26 марта 2009 года Тополанек подал президенту страны Вацлаву Клаусу официальное прошение об отставке.
В начале июня 2009 года Тополанек был вынужден защищать свою репутацию в связи с неприличными фотографиями, опубликованными в печати. Фотографии голого мужчины, похожего на Тополанека, были сделаны в резиденции итальянского премьер-министра Сильвио Берлускони.
Кандидат на президентских выборах 2018 года.